# خالد العبد الجليل
خالد العبدالجليل (1963 -)، محامي كويتي. اشتهر بعد تقديم فقرته الأسبوعية من خلال برنامج تو الليل الذي بث على قناة الوطن منذ عام 2007 واستمر بتقديمها حتى عام 2013.